# Hostal de Catskill Mountain
L'Hostal de Catskill Mountain, el títol del qual en anglès és Catskill Mountain House, 1855, és una obra de Jasper Francis Cropsey, pintor paisatgista estatunidenc pertanyent a l'Escola del Riu Hudson.

## Introducció
Des de feia un cert temps, els artistes i escriptors havien descobert l'encant de les Catskill Mountains. L'Hostal (o Hotel de muntanya) de Catskil Mountain fou construït en un indret anomenat "Pine orchard", sobre el qual havien escrit John Bartram i James Fenimore Cooper, tot i que en contextes diferents. L'hostal va ser edificat l'any 1823 i va obrir un any més tard, en un altiplà amb unes vistes impressionants de la vall del Riu Hudson en un costat i dos llacs a l'altre, que proporcionaven aigua i recreació. Aquesta instal·lació i els seus entorns van esdevenir uns llocs privilegiats tant per a escriptors com Washington Irving com per als primers pintors de l'Escola del Riu Hudson, com Thomas Cole.

## Anàlisi de l'obra
Pintura a l'oli sobre llenç; any 1855; 73,66 x 111,76 cm.; Minneapolis Institute of Art.; Signat a la part inferior dreta: "J.F.Cropsey I1855".

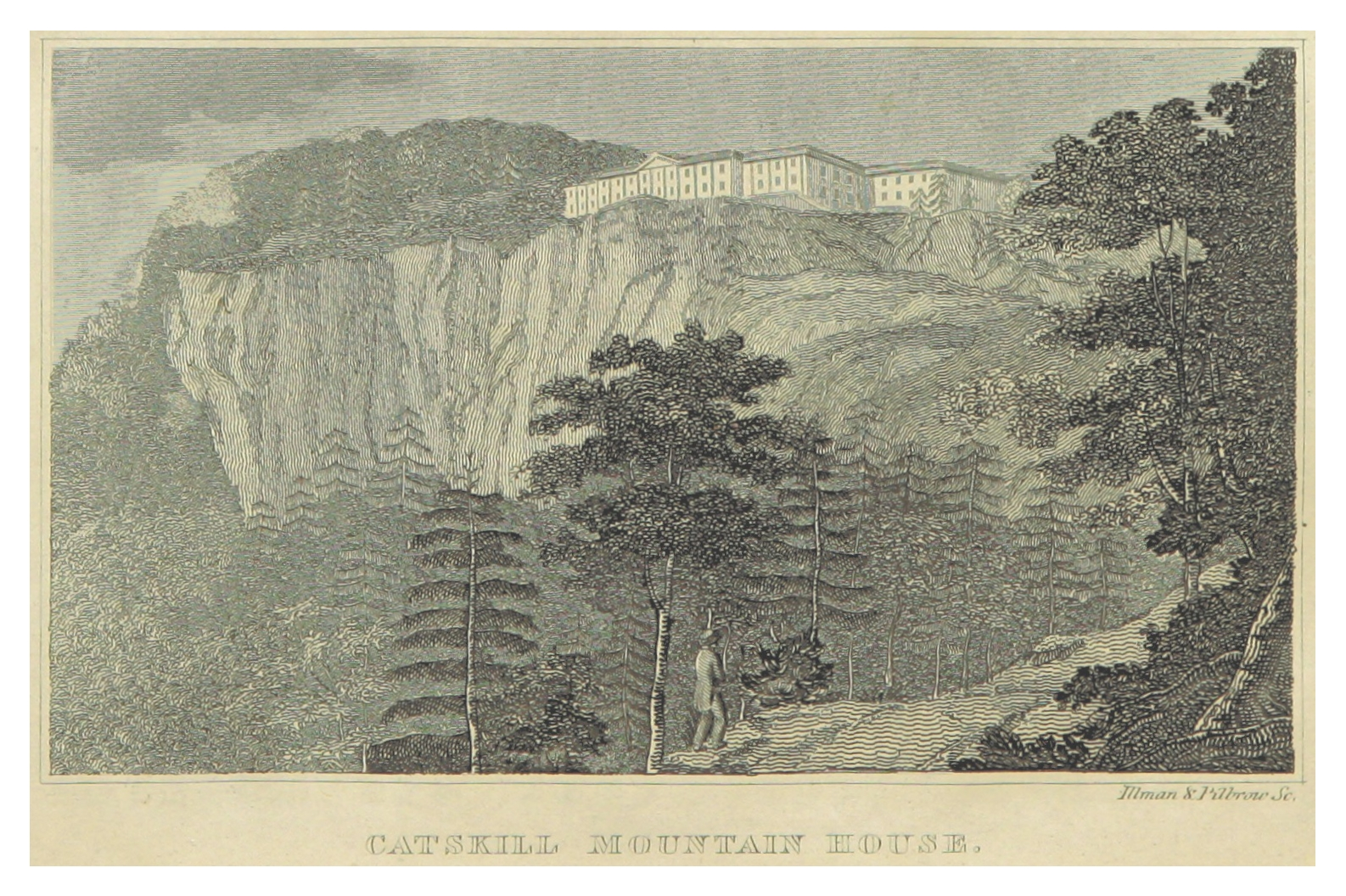
British Library HMNTS 10408.c.9.; Datada l'any 1831

Prèviament, diversos artistes havien representat aquest indret, i des d'aquest mateix punt, però Cropsey va realitzar el seu propi esbós, el juny de 1852, amb la voluntat de realitzar la seva pròpia versió d'aquest tema. Aquest llenç mostra el mateix camí que onze anys abans havia trepitjat Thomas Cole per a realitzar el seu quadre Two Lakes and Mountain House, Catskill Mountains, Morning, 1844, actualment al Museu de Brooklyn. De fet, tant la composició com el colorit són molt similars a les de diverses obres de Cole, com per exemple les de Vista d'un pas de muntanya, "The Notch". Tot i que aquest quadre ha estat de vegades comparat amb una moderna "Edifici clàssic en una Arcàdia nord-americana", no sembla que aquesta hagi estat pas la intenció de Cropsey. Més aviat, sembla que el pintor volia remarcar la forma com la modernitat s'havia estès a un indret anteriorment feréstec, i potser també era un reclam per als qui s'havien estatjat allí.